# Rhipidoglossum laticalcar
Rhipidoglossum laticalcar är en orkidéart som först beskrevs av J.B.Hall, och fick sitt nu gällande namn av Karlheinz Senghas. Rhipidoglossum laticalcar ingår i släktet Rhipidoglossum och familjen orkidéer.
Artens utbredningsområde är Ghana. Inga underarter finns listade i Catalogue of Life.